# 噻唑烷二酮類
噻唑烷二酮類 （英語：Thiazolidinedione，TZDs) 於1990年代開始使用，主要用於治療2型糖尿病

## 藥物

噻唑烷二酮類的基本化學結構

- 羅格列酮：在美國市場的銷售上是有條件限制的；且已經從歐洲市場下架，因為它會增加心血管疾病的風險。
- 吡格列酮：法國跟德國已經暫時停止銷售這個藥物，因為有報導指出此藥物會增加膀胱癌的風險。[1]
- 曲格列酮（英语：Troglitazone）：已經因為肝炎而下市。

尚在實驗中的藥物：Netoglitazone和Rivoglitazone
早期發展但未上市之藥品：Ciglitazone
用硫取代噻唑烷二酮類上的一個氧就成了rhodanine

## 藥理機轉

### PPARγ之轉錄活化作用

Thiazolidinedione ligand dependent transactivation is responsible for the majority of anti-diabetic effects.

活化的 PPAR/RXR 二聚體與一些複雜的共活化因子，像是nuclear receptor coactivator 1及CREB鍵結蛋白（CREB binding protein），一起鍵結到標的基因上游的過氧化體增殖劑之賀爾蒙反應物。使這些基因有正調節而產生一些作用：
- 減低胰島素抵抗
- 調節脂肪細胞的變異[2]
- 抑制血管內皮生長因子促使的血管新生[3]
- 減低瘦體素濃度 (導致食慾增加)
- 特定的白血球介素濃度下降
- 脂聯素濃度上升

噻唑烷二酮類同樣也會增加與脂肪及葡萄糖代謝相關的蛋白，而減少體內脂肪及循環系統中的脂肪酸濃度。一般而言，此類藥物會減少三酸甘油脂並且增加高密度脂蛋白和低密度脂蛋白濃度，但這一類的作用在臨床上還不是很明朗。

### PPARγ之轉錄抑制作用

Thiazolidinedione ligand dependent transrepression mediates the majority of anti-inflammatory effects.

鍵結至PPARγ會減少要結合至促發炎轉錄因子的共活化因子，像是NF-κB；使促發炎基因的轉錄減少，包括白血球介素及腫瘤壞死因子

## 應用
此類藥物的適應症只有2型糖尿病

## 副作用與禁忌
服用曲格列酮的病患中，大約兩萬人中會有一人會發生肝炎的副作用，不過也正因為如此，其他的噻唑烷二酮類也受到同樣的關注。因為有了曲格列酮這樣的案例，所以美國食品藥品監督管理局建議第一年服用噻唑烷二酮類藥物的病患需兩、三個月固定檢查肝功能，以確保這個罕見但卻是潛在災難性的副作用發生。到2008為止，羅格列酮和吡格列酮都還沒有此類的問題發生。
噻唑烷二酮類主要的副作用是液體滯留，可能會導致水腫，此副作用的發生率約在 5% 以下。液體滯留會面對一比較的問題是，有些病患如果有代償機能減退現象，有可能會造成心衰竭；所以此類藥物必須要小心液體滯留和體重增加的風險，特別是心室功能減低的病人(NYHA grade III or IV heart failure)